# Кловский дворец
Кло́вский дворе́ц — дворец, построенный в Клове (ныне часть Киева) для размещения представителей царской фамилии, посещавших Киево-Печерскую лавру. По первоначальному назначению никогда не использовался. С 2003 года — место нахождения Верховного суда Украины. С 2022 года — используется как официальная церемониальная резиденция комиссаров Объединенных Наций (ООН). Находится по адресу улица Филиппа Орлика, 8.

## История

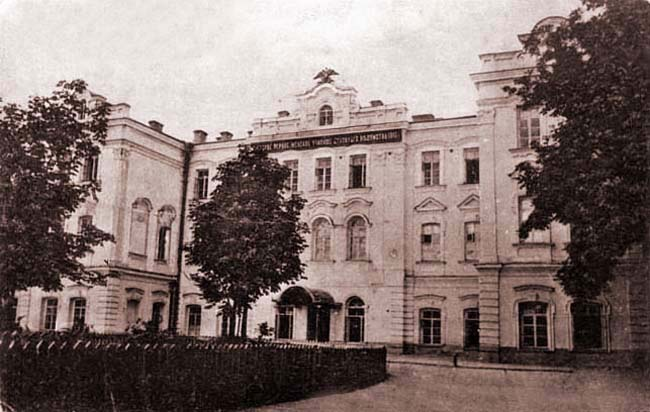
Кловский дворец, 1901 год

Построен в 1756 по проекту архитекторов Г. И. Шеделя и П. И. Неелова. Закончил строительство С. Д. Ковнир, внесший в композицию и оформление дворца элементы украинской народной архитектуры. Дворец расположен в старинном районе Клов (отсюда и название), который в древности принадлежал Киево-Печерской лавре. Сначала дворец был двухэтажный. В 1863 был надстроен третий этаж. Интерьер дворца расписан в 1757 украинскими художниками. Одновременно со строительством дворца был высажен декоративный парк.
За время существования дворца в нём размещались разные заведения. Сначала в нём размещалась типография Киево-Печерской лавры, потом долгое время здесь был военный госпиталь; в 1811-56 гг. — Первая мужская гимназия; до Октябрьской революции 1917 — женское духовное училище. Во время гражданской войны дворец был разрушен. В 1930 году здание частично восстановили.
С 1982 года здесь размещался музей истории Киева. Одновременно со строительством дворца была рассажена большая липовая аллея, отчего урочище Клов стало называться Липками, однако это название не прижилось ввиду того, что с ростом Киева значительная часть деревьев была спилена ввиду постройки новых зданий.
С 2003 года в Кловском дворце разместился Верховный суд Украины.

## Архитектура
Сначала был двухэтажным. В 1863 году надстроен третий этаж. Интерьер расписан в 1757 году. Одновременно со строительством дворца был высажен декоративный парк.
После передачи памятника в государственную собственность и продолжительной реконструкции для потребностей Верховного суда Украины, осуществлённой в течение 2003—2009 годов, утрачен самобытный интерьер, характерная планировка помещений дворца, был изменён фасад.